# Helichrysum milfordiae
Helichrysum milfordiae là một loài thực vật có hoa trong họ Cúc. Loài này được Killick mô tả khoa học đầu tiên năm 1960.